# گروه موسیقی نیکد برادرز: فیلم
گروه موسیقی نیکد برادرز: فیلم (انگلیسی: The Naked Brothers Band: The Movie) فیلمی آمریکایی در ژانر کمدی موزیکال کودکانه به نویسندگی و کارگردانی پالی درپر است. در این فیلم فرزندان درپر، نات وولف و الکس وولف نقش اعضای یک گروه راک تخیلی را ایفا می‌کنند.

## بازیگران
- نات وولف
- الکس وولف
- جاشوا کی
- دیوید لوی
- توماس باتوئلو
- کول هاوکینز
- آلی دای‌مکو
- جسی دریپر
- مایکل وولف
- کوپر پیلوت